# 以色列驻上海总领事馆
以色列驻上海总领事馆是以色列在中國上海設立的領事機構。
1994年9月8日，以色列驻上海总领事馆成立，地址位於長寧區娄山关路55号新虹桥大厦703室。設立時的领区范围为上海市、浙江省、安徽省、江苏省。後來以色列驻上海总领事馆搬遷至黃浦區福州路318号华设大厦1301-1308室。